# 내일이 있어 우리는 슬프다
《내일이 있어 우리는 슬프다》는 김광섭(1981~ )의 첫 시집이다. 2018년 7월 출간되었고 ‘두 번째 낙원’, ‘붉은 수목장’, ‘겨울 화장 거울 여름’ 등 50편의 시가 4부로 실려 있다.
시집에서 시인은 “내가 잉태한 자가 나와 그 자신을 부정해도 내일을 긍정할 것입니다 두려운 것은 그가 빛을 보지 못하고 내 안에서 죽는 일입니다”고 적었으며, 인류에게 자유를 선물하고 싶다고 밝혔다,

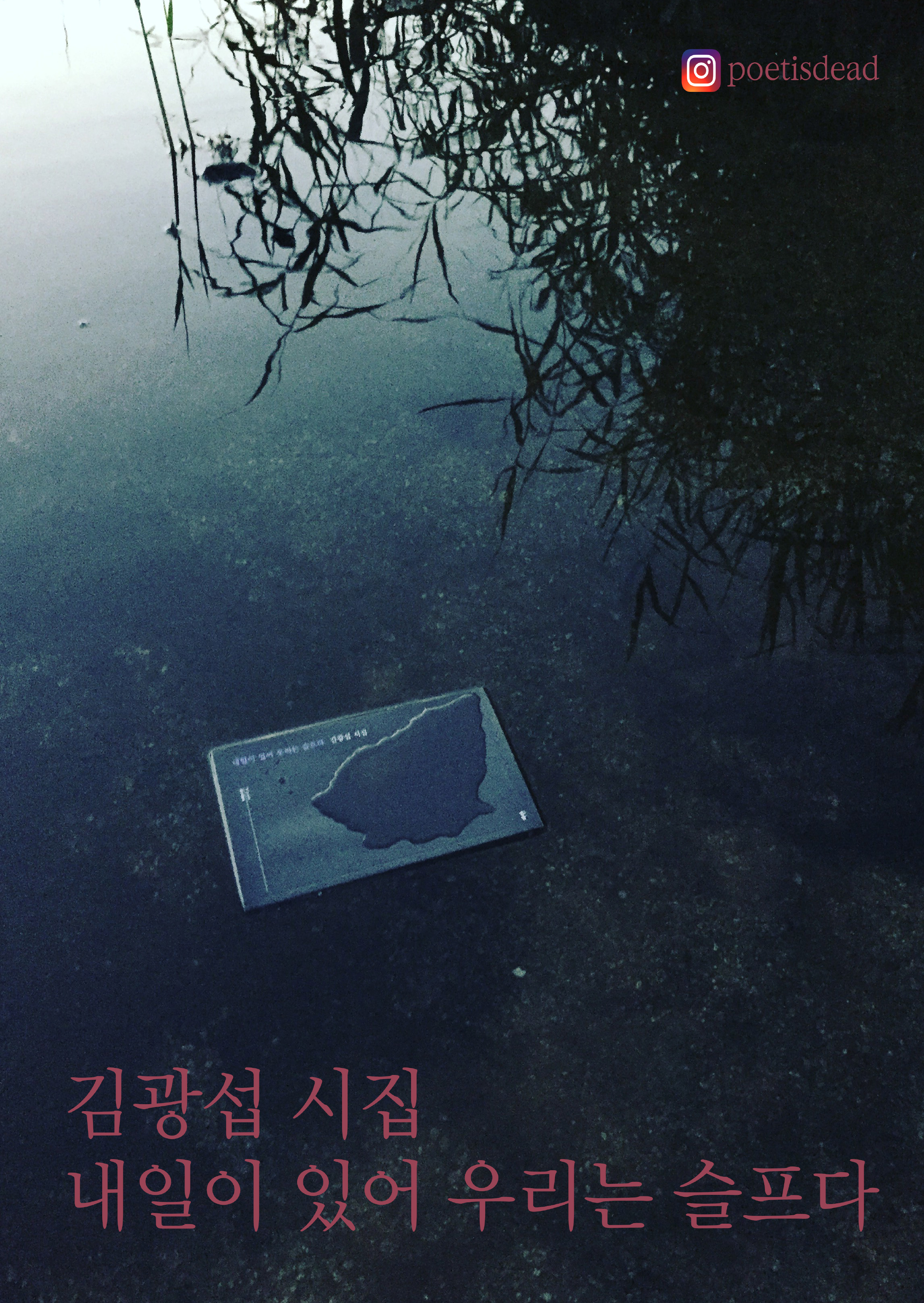

문학평론가 문종필은 "‘죽음’과 ‘삶’ 사이를 오고 가며 자신의 기울기를 적는 시인의 시 쓰기를 무엇이라고 이름 붙여야 할까. 보도블록 틈 사이에 서서 외롭게 흔들리는 시인의 몸짓을 어떤 방식으로 만져야 하는가. 그는 그 ‘사이’에서 삶을 살아내는 유령이자 귀신이다. 믿는 행위는 보이지 않는 것을 보이게 해 주는 기도와 같다. 그가 ‘살아 본 자’와 ‘죽어 본 자’의 옷깃을 붙잡고 놓지 못하는 행위는 간절한 믿음 안에서 작동된다"고 했고, 밴드 POPE X POPE의 김환욱은 "김광섭의 시를 읽는 내내 인간사 현실 저편 너머에 있는 신비주의 및 여러 상징들이 상기시키는 종교적 성향과, 소멸과 생성을 반복하며 자유분방하게 직조된 운율의 패턴에서 본능적으로 쇤베르크의 최후의 오페라 '모세와 아론'이 떠올랐다. 특히 제2막 3장 ‘황금 송아지 앞 광란의 의식 장면’의 이미지들과 이때 울리는 음향들이 지면 곳곳에 어른거리는 느낌을 받았다. 그런데 역설적이게도 마지막 시를 읽을 무렵에는 오히려 어느 청신한 교부의 명상록을 접하는 듯했다. 이 시집은 한마디로 숭고하다"고 시집을 추천했다.

## 리뷰
장석원 시인은 없던 세계가 탄생했다고 시집을 평가했다.

## 목차
시인의 말
제1부
두 번째 낙원, 붉은 수목장, 겨울 화장 거울 여름, 코스모스, 소년 소녀, 화형, 싸움에서 잊힌 자, 피살자, 내일이 있어 우리는 슬프다, 편집증 수업 시대, 파과
제2부
미애인과 황야의 실과, 전류가 흐르는 비, 여름의 국수, 기원, 하얗게 눈을 뜨는 소금, 몰래 버린 신앙, 알의 진화, 언덕의 그늘, 성년식, 낙원의 자유, 신은 나의 처음, 뿔 시인 불 신, 백단나무
제3부
낙산, 신기술, 첫 사과의 뿔처럼, 푸른 빛깔의 마을, 석양이 죽은 사슴의 뿔을 핥는다, 산 자여, 석유를 다오, 흥망하는 나라, 황홀경, 살아남은 성읍의 혈통, 뭉개진 혈통의 얼간이들
제4부
파문, 고드름의 기원, 사랑의 처음, 둘째는 첫째, 부두, 애도의 시대, 가로수의 후손, 현대미술, 햇빛과 그늘의 자유, 순결의 본능, 푸른 물의 시, 양귀비를 사랑하는 두 마리의 사마귀, 자유와 은총, 풋과 정원사의 바탕, 치유의 자유, 내일은 우리의 모든 날
해설
문종필 코스모스